# Golden Slam

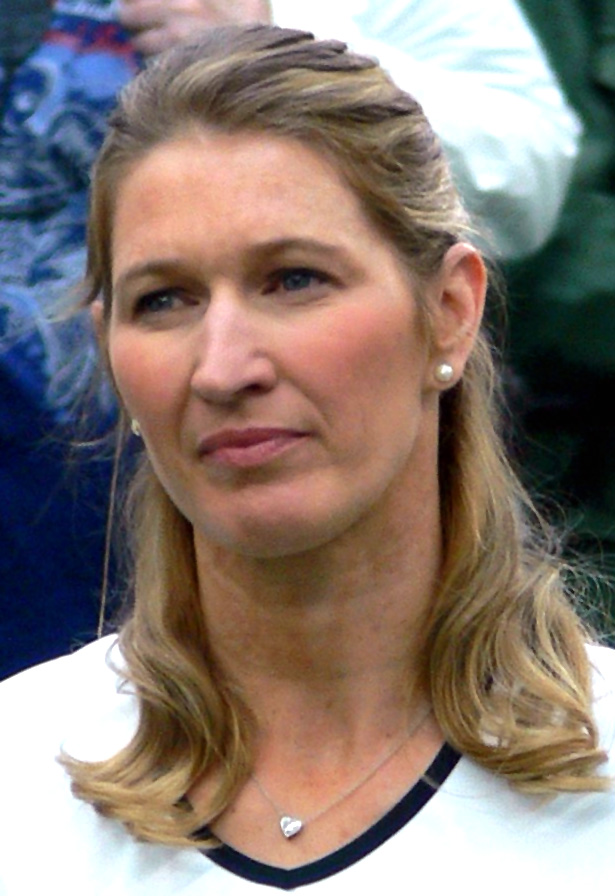
Steffi Graf durante un torneo de tenis benéfico para Rexona.

El Golden Slam es una mención de honor hecha a jugadores de tenis cuando estos, en un mismo año, además de ganar los cuatro Grand Slams consecutivamente, ganan también la medalla de oro en los Juegos Olímpicos de ese respectivo año, a eso se le llama Golden Slam, como por ejemplo Steffi Graf, que en 1988 ganó los 4 Grand Slams y la medalla olímpica, y de momento es la única persona en la historia en conseguirlo.
El Golden Slam en carrera, es ganar los cuatro Grand Slams y la medalla de oro a lo largo de la carrera deportiva de un jugador. Por ejemplo, Andre Agassi ganó Wimbledon en 1992, el Abierto de Estados Unidos en 1994, el Abierto de Australia en 1995, la medalla olímpica en 1996 y Roland Garros en 1999.
Nota: si un jugador gana los cuatro Grand Slam en su categoría dobles o individual solo se aplica este mérito si gana la medalla de su respectiva categoría.
Las oportunidades de alcanzar este logro fueron escasas, no solo porque los Juegos Olímpicos se realizan una vez cada cuatro años (cinco en el caso de Tokio 2021), sino también por el hecho de que el tenis no fue deporte olímpico desde 1924 hasta 1988 por desacuerdos entre la Federación Internacional de Tenis (ITF) y el Comité Olímpico Internacional (COI), razón por la cual Fred Perry, Don Budge, Rod Laver y Roy Emerson, Doris Hart, Maureen Connolly, Shirley Fry, Margaret Court y Billie Jean King no pudieron ganar esta mención de honor a pesar de haber triunfado en los 4 Slams.

## Verdadero Golden Slam

### Femenino
- Steffi Graf (1988)[1]

## Golden Slam en la carrera
Esto significa ganar los cuatro torneos de Grand Slam y la medalla de oro en los Juegos Olímpicos, aunque no en el mismo año.

### Individuales

#### Masculino
- Andre Agassi (1992-94-95-96-99), (Roland Garros 1999)[2][3]
- Rafael Nadal (2005-08-08-09-10), (US Open 2010)[4][5][6]
- Novak Djokovic (08-11-11-16-24), (París 2024)[7]

#### Femenino
- Serena Williams (1999-2002-02-03-12), (Londres 2012)[8][9]

### Dobles

#### Masculino
- Todd Woodbridge & Mark Woodforde (1992-2000), (Roland Garros 2000)
- Bob Bryan & Mike Bryan (2003-2012), (Londres 2012)[10]
- Daniel Nestor (2000-2008), (Wimbledon 2008)[11][12]
- Mate Pavić (2018-2024), (Roland Garros 2024)[13]

#### Femenino
- Sara Errani (2012-2024)[14]
- Barbora Krejčíková & Kateřina Siniaková (2018-2022)
- Serena Williams & Venus Williams (1999-2001)
- Pam Shriver (1981-1988)
- Gigi Fernández (1988-1993)